# Compilación diaria
Una compilación diaria o nocturna (en inglés nightly build) es la práctica de completar una compilación de la última versión de un proyecto de software diariamente. Es un proceso que se suele realizar de forma automática. 
Las compilaciones diarias sirven para comprobar que el software se pueda compilar correctamente, y para comprobar que no se hayan introducido nuevos errores. 
Las compilaciones diarias también se suelen hacer públicas, lo que permite a los usuarios probar las últimas funcionalidades del software, y aportar comentarios.
El uso de procedimientos como las compilaciones diarios resulta útil en organizaciones grandes, donde muchos programadores trabajan en una sola pieza de software.  Esto le da a los desarrolladores una cierta garantía de que cualquier error nuevo que aparezca es resultado del trabajo realizado durante el último día.
Las compilaciones diarias suelen incluir un conjunto de pruebas, a veces llamadas " pruebas de humo ". Estas pruebas se incluyen para ayudar a determinar qué puede haberse dañado debido a los cambios incluidos en la última compilación. La parte fundamental de este proceso es incluir pruebas nuevas y revisadas a medida que avanza el proyecto.

## Compilaciones de integración continua
Si bien las compilaciones diarias se consideraban una buena práctica de desarrollo de software en la década de 1990, ahora han sido reemplazadas por otras estrategias como la integración continua.